# エジプト航空321便ハイジャック事件
エジプト航空321便ハイジャック事件とは、エジプトで発生したハイジャック事件である。

## 事件の概要
1976年8月23日午前7時15分、カイロを離陸したエジプト航空の国内線321便として運航されたボーイング737（日本人28人を含む乗客乗員75人）は、「アブデル・ナセル・グループ」を名乗るパレスチナ人2人とエジプト人1人に乗っ取られた。犯人はリビアのベンガジ行きを要求したが、燃料が足りないと拒否され、カイロの南約500キロのルクソール国際空港に着陸した。
ハイジャック機は空港内に9時間も留まり、機内の温度は40度にも達した。エジプト政府は強硬策による解決を模索し、機体外部に油漏れが見つかったと犯人に伝え、修理のため整備士を派遣したいと申し出たところ犯人は了承した。
午後5時40分ごろ、白いツナギの服を着て整備員に扮した特殊部隊の隊員3人が派遣された。3人の犯人は1人が操縦室、1人が前部座席、1人が後部座席にいた。隊員は1人ずつ犯人に近寄り、故障箇所を探すふりをした。
1人の隊員が前部の犯人に飛びかかり、レンチで顔を殴った。もう1人は操縦室のドアをこじ開け、犯人の背中をドライバーで刺した。後部座席にいた隊員は犯人の喉をレンチで殴った。これを機に外で待機していた部隊が一斉に機内に突入し、壁と床に計11発発砲した。
犯人は投降し、人質の乗客乗員は全員無事だった。
なお、この事件の約1年半後に発生したエジプト軍によるラルナカ国際空港襲撃事件と、約9年3ヵ月後に発生したエジプト航空648便ハイジャック事件では強硬策が裏目に出てしまい、多大な犠牲を出す結果に終わっている。